# Oliver Bierschenk
Oliver Bierschenk (* 1975 in Berlin) ist ein deutscher Theaterregisseur.  
Bierschenk absolvierte in Leipzig und Wien erfolgreich das Studium der Theaterwissenschaft bei Gerda Baumbach und Rudolf Münz und studierte auch Kommunikations- und Medienwissenschaften sowie Germanistik. Nach dem Studium war er als Regieassistent an der Schaubühne am Lehniner Platz engagiert und arbeitete hier mit Regisseuren wie Thomas Ostermeier, Armin Petras und Tom Kühnel zusammen. 
Neben der Arbeit mit Häusern der freien Szene arbeitet Oliver Bierschenk seit 2004 als freier Regisseur u. a. an der Schaubühne am Lehniner Platz, Maxim-Gorki-Theater, Meininger Staatstheater, Landestheater Tübingen, Theater & Orchester Heidelberg, Theater der Jungen Welt Leipzig, Schauspielhaus Bochum, Theater & Philharmonie Thüringen, Theater der Altmark in Stendal. Mit seiner Interpretation von Alfred Jarrys König Ubu wurde er 2007 für die Endrunde beim II. Internationalen Festival für Theaterregie in Trient nominiert.

## Inszenierungen (Auswahl)
- 2005:  Wilde Reise durch die Nach. nach  Walter Moers,  Schaubühne am Lehniner Platz[1]
- 2009: Heimat-Los! – Theaterspektakel mit zehn Stücken an zehn Orten. nach Friedrich Hebbel, Fassung von Amina Gusner und Anne-Sylvie König, Theater Altenburg Gera[2]
- 2012: Die Besessenen von Euripides, Theater der Altmark Stendal[3][4]
- 2012: Die Bakchen nach Euripides, Theater der Altmark Stendal[5]
- 2014: Die Ausreisserinnen von Pierre Palmade und Christophe Duthuron, Volkstheater Rostock[6]